# Lista portdrapelelor României la Jocurile Olimpice

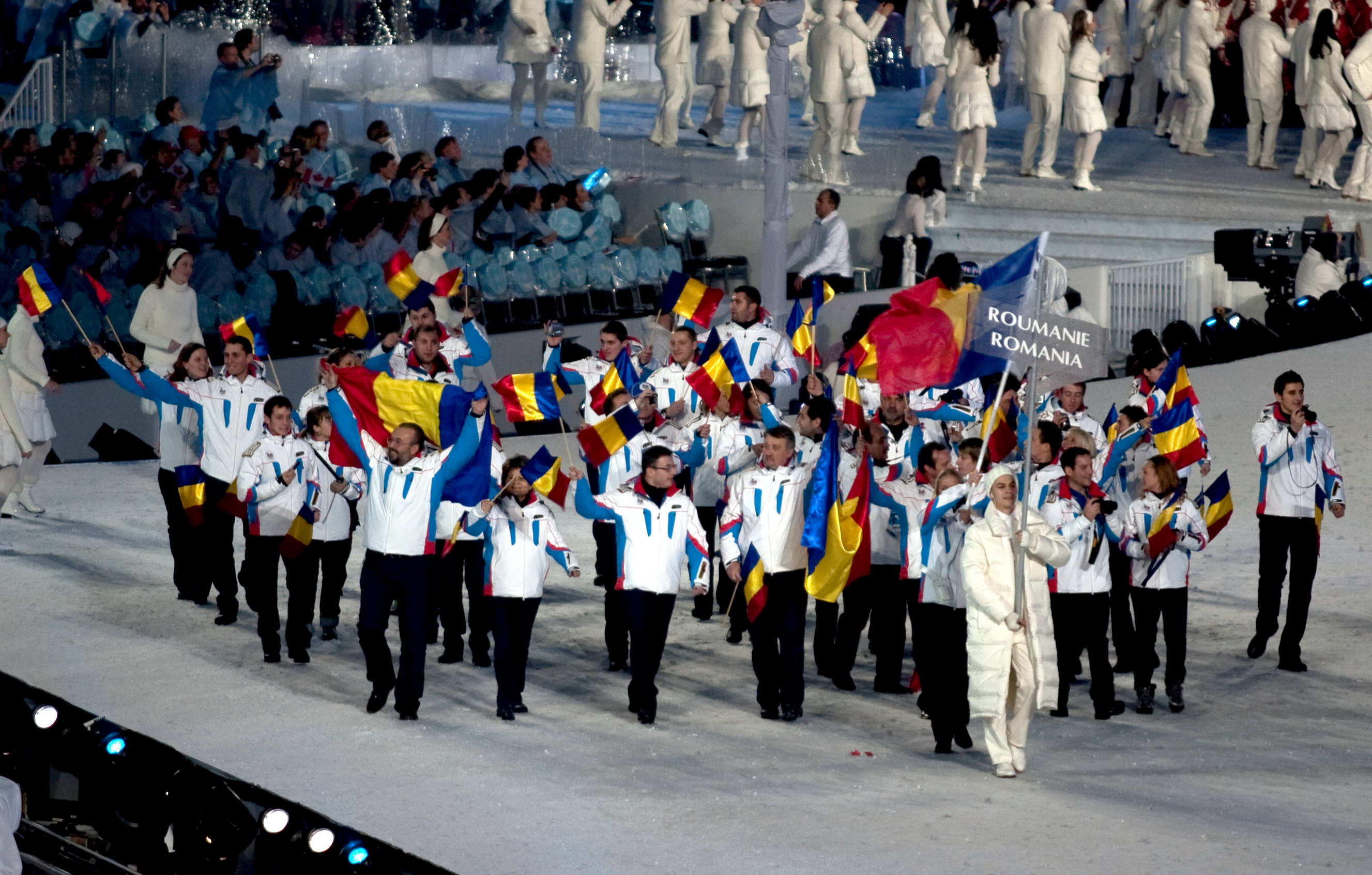
Delegația României la JO din 2010. Éva Tófalvi a fost portdrapelul României de trei ori.

Aceasta este lista portdrapelelor care au reprezentat România la Jocurile Olimpice.
Portdrapelele țin steagurile naționale ale țării lor la ceremoniile de deschidere și închidere ale Jocurilor Olimpice.
| #  | Anul Olimpiadei | Sezonul | Portdrapelul (deschidere/închidere)             | Sportul                     |
| -- | --------------- | ------- | ----------------------------------------------- | --------------------------- |
| 1  | 1936            | Vară    | Șerban Mănciulescu                              | Tir                         |
| 2  | 1952            | Vară    | Dumitru Paraschivescu                           | Atletism                    |
| 3  | 1956            | Vară    | Iosif Sîrbu                                     | Tir                         |
| 4  | 1960            | Vară    | Alexandru Bizim                                 | Atletism                    |
| 5  | 1964            | Iarnă   | Ion Panțuru                                     | Bob                         |
| 6  | 1964            | Vară    | Aurel Vernescu                                  | Caiac canoe                 |
| 7  | 1968            | Iarnă   | Beatrice Huștiu                                 | Patinaj artistic            |
| 8  | 1968            | Vară    | Aurel Vernescu                                  | Caiac canoe                 |
| 9  | 1972            | Iarnă   | Ion Panțuru                                     | Bob                         |
| 10 | 1972            | Vară    | Aurel Vernescu                                  | Caiac canoe                 |
| 11 | 1976            | Iarnă   | Gheorghe Gârniță                                | Biatlon                     |
| 12 | 1976            | Vară    | Nicolae Martinescu                              | Lupte                       |
| 13 | 1980            | Iarnă   | Gheorghe Lixandru                               | Bob                         |
| 14 | 1980            | Vară    | Vasile Andrei                                   | Lupte                       |
| 15 | 1984            | Iarnă   | Dorel Cristudor                                 | Bob                         |
| 16 | 1984            | Vară    | Corneliu Ion                                    | Tir                         |
| 17 | 1988            | Iarnă   | Dorin Degan                                     | Bob                         |
| 18 | 1988            | Vară    | Vasile Andrei                                   | Lupte                       |
| 19 | 1992            | Iarnă   | Ioan Apostol                                    | Sanie                       |
| 20 | 1992            | Vară    | Costel Grasu                                    | Atletism                    |
| 21 | 1994            | Iarnă   | Ioan Apostol                                    | Sanie                       |
| 22 | 1996            | Vară    | Iulică Ruican                                   | Canotaj                     |
| 23 | 1998            | Iarnă   | Mihaela Dascălu                                 | Patinaj viteză              |
| 24 | 2000            | Vară    | Elisabeta Lipă                                  | Canotaj                     |
| 25 | 2002            | Iarnă   | Éva Tófalvi                                     | Biatlon                     |
| 26 | 2004            | Vară    | Elisabeta LipăMarian Oprea                      | CanotajAtletism             |
| 27 | 2006            | Iarnă   | Gheorghe ChiperZsolt Antal                      | Patinaj artisticSchi fond   |
| 28 | 2008            | Vară    | Valeria BeșeGeorgeta Andrunache                 | HandbalCanotaj              |
| 29 | 2010            | Iarnă   | Éva Tófalvi                                     | Biatlon                     |
| 30 | 2012            | Vară    | Horia TecăuSandra Izbașa                        | TenisGimnastică             |
| 31 | 2014            | Iarnă   | Éva Tófalvi                                     | Biatlon                     |
| 32 | 2016            | Vară    | Cătălina PonorSimona Pop                        | GimnasticăScrimă            |
| 33 | 2018            | Iarnă   | Marius UngureanuRaluca Strămăturaru             | BiatlonSanie                |
| 34 | 2020            | Vară    | Simona Radiș și Robert GlințăCătălin Chirilă    | Canotaj, NatațieCaiac canoe |
| 35 | 2022            | Iarnă   | Raluca Strămăturaru și Paul PepeneAndreea Grecu | Sanie, Schi fondBob         |
| 36 | 2024            | Vară    | Ionela Cozmiuc și Marius CozmiucMihaela Cambei  | CanotajHaltere              |

## Articole asemănătoare
- România la Jocurile Olimpice